# Kyselina barbiturová
Kyselina barbiturová (též malonylurea nebo 6-hydroxyuracil) je organická sloučenina založená na pyrimidinové heterocyklické kostře. Je to prášek bez zápachu, rozpustný v horké vodě. Kyselina barbiturová je základem pro širokou škálu barbiturátů, které mají tlumící účinky na centrální nervový systém, ovšem samotná kyselina barbiturová není farmakologicky aktivní. Sloučeninu objevil německý chemik Adolf von Baeyer 4. prosince 1864, na svátek sv. Barbory, a tak látka (vzniklá kondenzační reakcí močoviny (urey) a kyseliny malonové) získala svůj název. Kyselina malonová byla později nahrazena diethylmalonátem.
α-uhlík má reaktivní vodíkový atom. Pomocí Knoevenagelovy kondenzační reakce lze kyselinu barbiturovou převést na širokou škálu barbiturátů, fungujících jako CNS tlumivé látky.
Kyselina barbiturátová se používá při syntéze riboflavinu.
V roce 2007 bylo syntetizováno více než 2 550 barbiturátů a příbuzných látek, z nichž 50 až 55 se v současnosti celosvětově používá v klinické praxi. První takovou látkou používanou v medicíně byl barbital (Veronal) od roku 1903, druhý phenobarbitone (fenobarbital) přišel na trh v roce 1912.